# 冬日晨曦
《冬日晨曦》是中国中央电视台曾經於第一套節目、第七套節目、第九套節目、第十四套節目、新闻频道于北京時間每早六点左右开播时播放的音乐，配有山川等大自然画面以及城市繁荣景象。